# دو بلوطان (آبجدان)
دو بلوطان (بالفارسية: دو بلوطان) هي منطقة سكنية تقع في إيران في قسم آبجدان الريفي. يقدر عدد سكانها بـ 202 نسمة .